# Xu Xi
Xu Xi (Chino: 徐熙; pinyin: Xú Xī) Pintor de Nankín, nació en el año 886 d. C. y falleció en el año 975 d. C. en la Dinastía Tang del Sur, sus antecedentes trabajaban como letrados en Jiangnan al sur de la provincia de Guangxi. El pintor y pensador de arte Guo Ruoxu, describe al pintor con una gran inteligencia, por lo que la vida libre y la nobleza de ser su propio profesor hizo que sus pinturas cobraran el sentimiento que desprenden.

## Estilo
Su estilo principal en la pintura estaba basado en las plantas, más concretamente en flores y árboles; también en animales como cigalas, mariposas y peces entre otros. Otros que cabe mencionar son las comidas como frutas y verduras. Es sus apuntes "Notas del Pabellón Cuiwei" describe su forma de usar el pincel como una técnica única que no busca conseguir efectos absurdos más o menos delicados. Su estilo será usado en épocas posteriores debido a su importancia, por lo que llegará a ser influyente en otras dinastías con pájaros y flores. Su aplicación a la pintura es minuciosa y profunda por lo que es complicado el análisis de sus obras, ya que la variedad de técnicas es amplia, además hay que tener un conocimiento profundo del tema por su representación banal.
Por lo general sus obras están pintadas sobre seda con colores azules y verdes serán los colores más empleados por lo general en sus obras. En su época existían dos escuelas rivales, una por Huan Quan y la otra por el propio Xu Xi, en la que la primera tiene características similares al pintor occidental Leonardo Da Vinci, por el contrario, la otra escuela tenía similitudes con el posterior impresionismo. Sus obras se conservan en tres museos diferentes:
- Museo Nacional de Arte de Pekín (China)
- Nelson Galerry of Arts (Kansas, EE. UU.)
- Museo de Shanghái (China)

## Trabajo

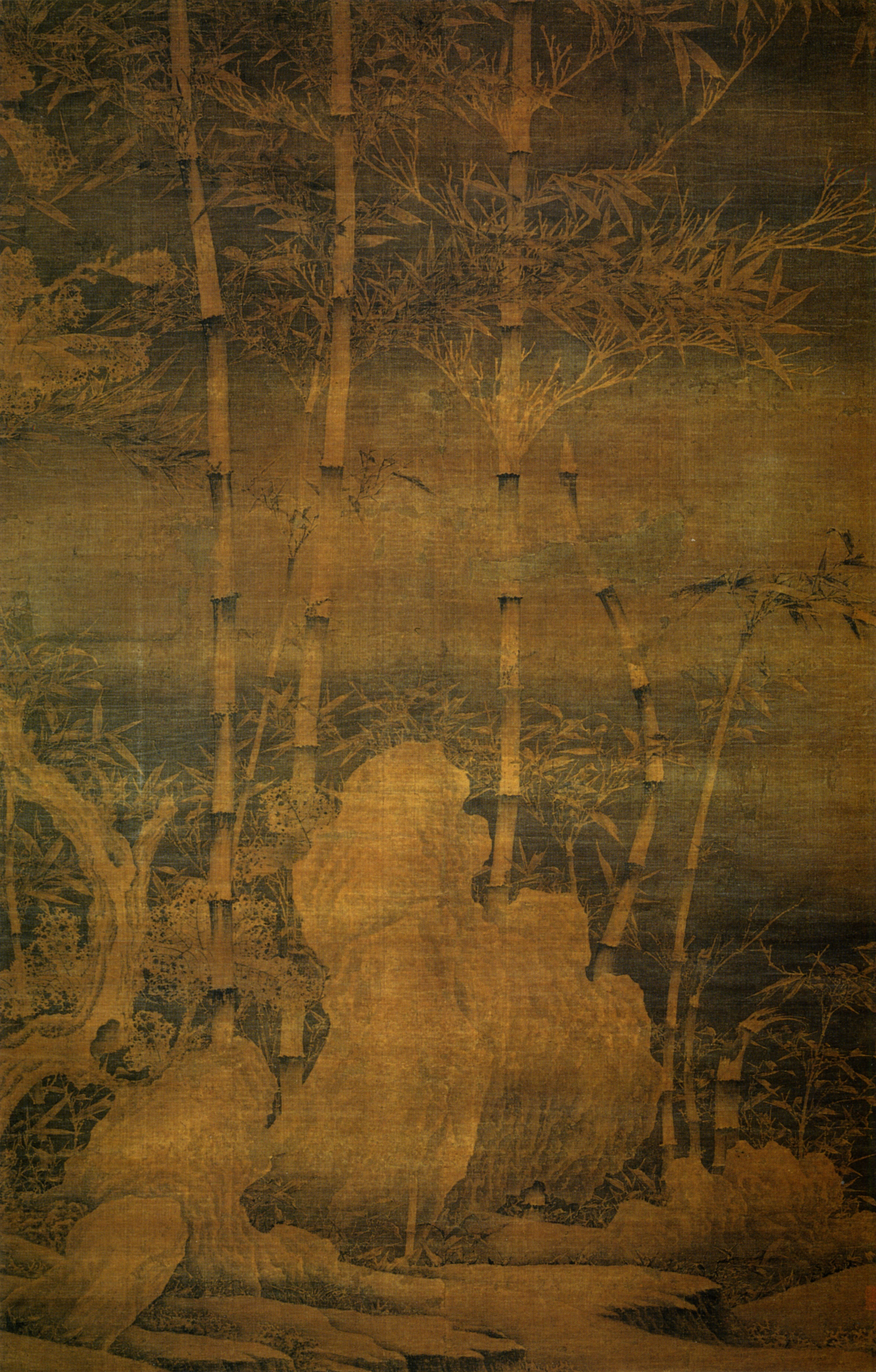

- Trabajó como letrado aunque sus obras no ha sobrevivido y se le atribuyen algunas que son de su estilo pero son de dudosa procedencia
- También hay obras copiadas como las de "Flores" de Ma Yuanyu que le copia en 1673.

- En su retirada de funcionario letrado, fue su época dorada como pintor y llegó a ejercer influencia en épocas posteriores.

## Galería

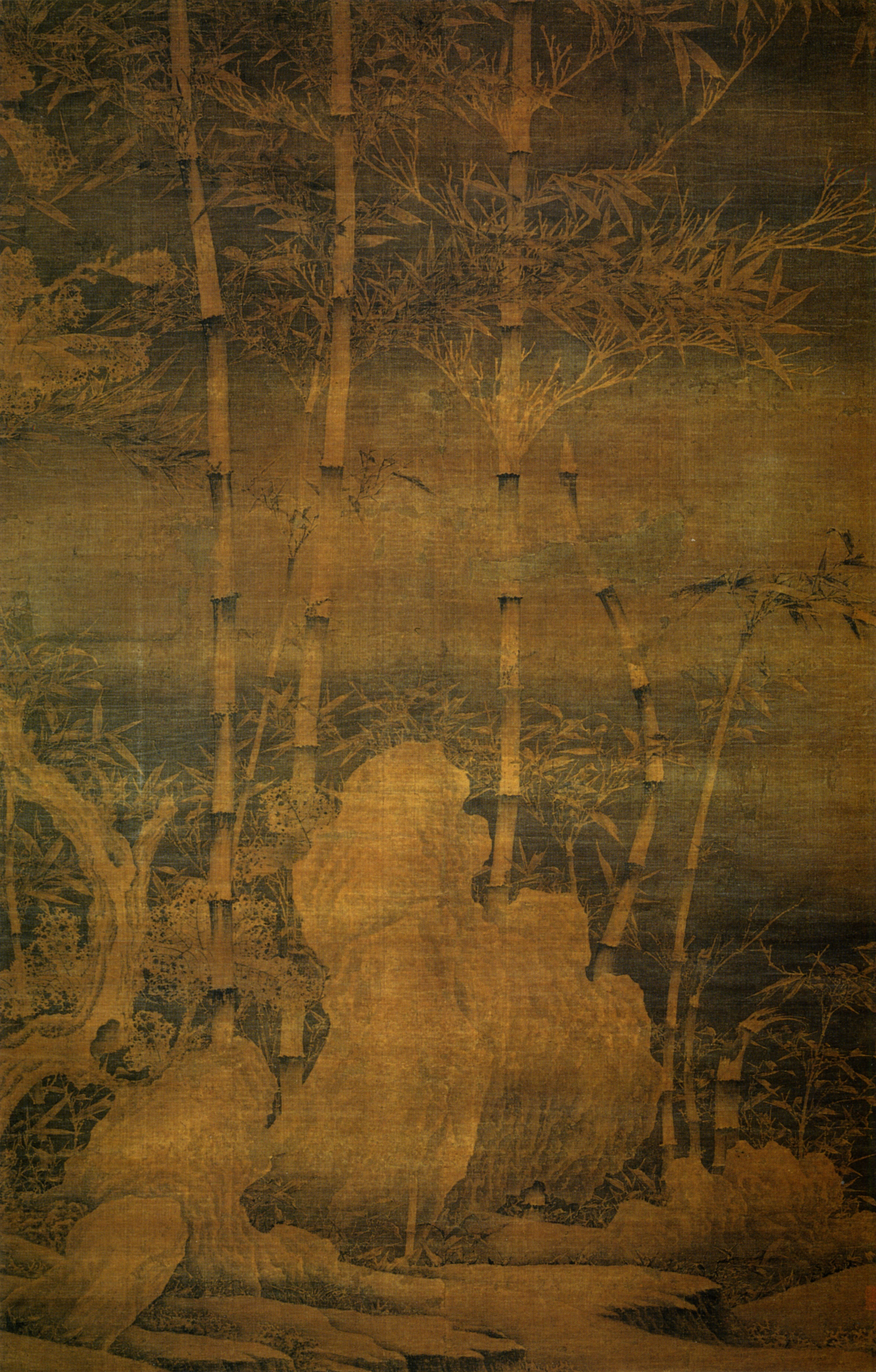
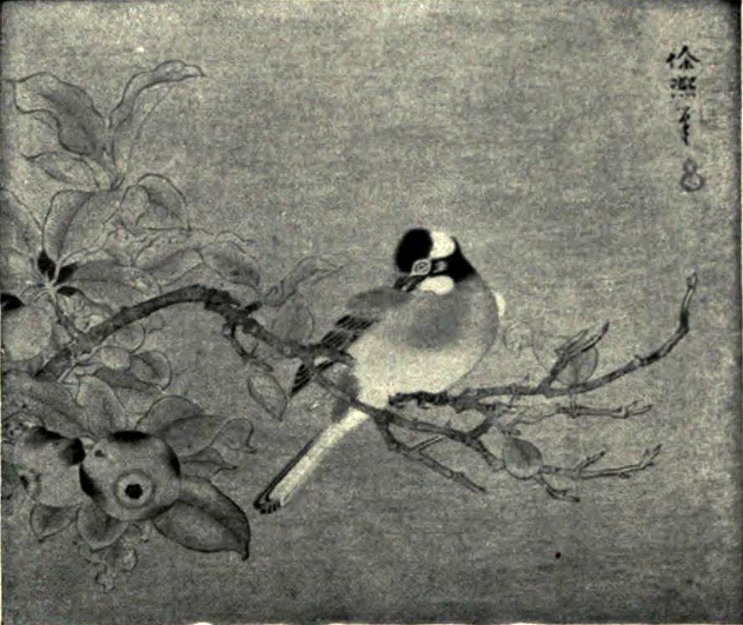
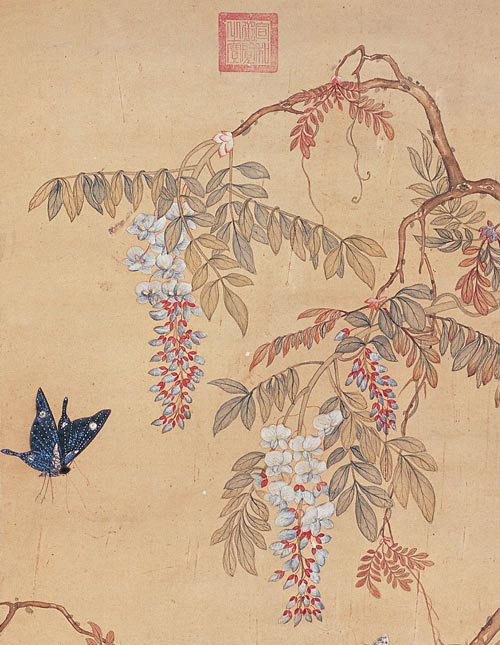